# Service médical indien
Le service médical indien (Indian Medical Service, IMS) a été l'un des services médicaux militaires, qui avaient aussi certaines fonctions civiles, dans l'Inde britannique . Il a servi pendant les deux guerres mondiales, et a été en existence jusqu'à l'indépendance de l'Inde et du Pakistan en 1947. Bon nombre de ses officiers, qui étaient à la fois britanniques et indiens, servirent dans des hôpitaux civils.
L'IMS avait sir Ronald Ross, un lauréat du prix Nobel, parmi ses rangs notables. Une autre figure notable a été sir Benjamin Franklin (en), médecin honoraire plus tard de trois monarques britanniques.